# Дотто, Лидия
Лидия Дотто (англ. Lydia Dotto, 1949 — 17 сентября 2022) — канадская научная журналистка и писательница, фотограф дикой природы и преподаватель научной коммуникации.

## Карьера
Дотто была журналисткой Edmonton Journal в 1969 году и Toronto Star с 1970 по 1971 год. В 1971 году она с отличием окончила Школу журналистики Карлтонского университета. Её статьи публиковались в таких изданиях, как The Globe and Mail, Canadian Business и en Route. 
Дотто была штатным научным обозревателем в The Globe and Mail с 1972 по 1978 год. Её работы о ядерном терроризме, физике высоких энергий, глобальном потеплении и других темах были отмечены наградами Канадской ассоциации научных писателей. Она совершила два погружения под арктические льды для статьи о дайвинге в холодной воде. Она освещала космические миссии, включая Skylab, Аполлон, Space Shuttle и Международную космическую станцию. Она стала первой женщиной-сотрудником пресс-корпуса, которой разрешили находиться на борту авианосца USS Ticonderoga, чтобы освещать приводнение астронавтов Скайлэб-4. 
Связь Дотто с НАСА и Канадским космическим агентством продолжалась даже после ухода из The Globe and Mail, отчасти благодаря её связям с астронавтами Крисом Хэдфилдом и Марком Гарно. Она провела интервью с канадскими астронавтами и приняла участие в тренировочном полёте в условиях невесомости в Космическом центре имени Джонсона. Благодаря своим навыкам и источникам Дотто опубликовала книги и статьи о космосе и окружающей среде, став ведущим внештатным научным писателем и экологическим журналистом (см. Библиографию).
Дотто была президентом Канадской ассоциации научных писателей с 1979 по 1980 год и исполнительным редактором Канадской службы научных новостей с 1982 по 1992 год. За её достижения в 1983 году Королевский канадский институт наградил её медалью Сэндфорда Флеминга за популяризацию науки. Её выбрали для выступления с докладом «Планета Земля как система жизнеобеспечения» на Генеральной ассамблее Королевского астрономического общества Канады в 1990 году.
В год, когда ей исполнилось 65 лет, Дотто переключила свое внимание на фотографию дикой природы. Журналы о дикой природе публиковали её фотографии из Канады, Коста-Рики, Танзании и других мест. Начиная с 2005 года Дотто преподавала экологическую коммуникацию в Университете Трента, расположенном недалеко от её дома в Питерборо, Онтарио, и проводила семинары по научному письму и коммуникации.

## Личная жизнь
Лидия Дотто родилась в семье Августа и Ассунты Дотто в Кадомине, Альберта, переехала в Эдмонтон, когда ей было несколько лет. У неё есть младшая сестра Терри.
Дотто посетила первый концерт Beatles в Канаде на стадионе Empire в Ванкувере и всю жизнь была поклонницей Beatles.
Лидия окончила католическую среднюю школу Остина О’Брайена в 1968 году.
В своём интернет-магазине произведений искусства Дотто заявила: «Мне нравится объединять различные творческие пути, никогда не зная, куда они меня приведут, но всегда наслаждаясь путешествием».

## Смерть и память
Лидия Дотто умерла в 2022 году в Питерборо в окружении своей семьи. Её архивы хранятся и доступны для исследования в Специальных коллекциях и архивах Университета Уотерлу.